# Peer2Mail
Peer2Mail (w skrócie P2M) – technologia wymiany plików opierająca się na wykorzystaniu kont pocztowych jako miejsca ich przechowywania.

## Sposób działania
Wymiana plików za pomocą P2M odbywa się za pośrednictwem specjalnego oprogramowania, które w sposób automatyczny i przy ograniczonej ingerencji użytkownika umożliwia masowe zakładanie kont pocztowych w darmowych i ogólnodostępnych serwisach, przygotowanie (np. podział na części o maksymalnej wielkości zgodnej z możliwością danego konta e-mail) oraz umieszczenie plików na tych kontach. W procesie wysyłania plików na konta generowany jest tzw. hashcode, czyli zaszyfrowana informacja (często w postaci ciągu znaków ASCII) zawierająca dane skrzynek pocztowych, na których znalazły się pliki, hasła do tych skrzynek oraz dodatkowe informacje na temat danych, takie jak suma kontrolna. Osoba, dysponująca hashcode oraz ustalonym do niego hasłem może je wykorzystać do pobrania plików za pomocą klienta obsługującego dany format hashcode. Mechanizm szyfrowania klientów P2M opiera się o hasła, jednak nie udostępnia użytkownikom wprost odszyfrowanych danych, nawet po podaniu prawidłowego hasła, a jedynie wykorzystuje je do zalogowania się i pobrania plików z kont pocztowych. W ten sposób wymieniane pliki chronione są przed umyślnym lub przypadkowym usunięciem.
Twórcą pierwszego na świecie programu, opierającego się na tej technologii, jak i również samego systemu wymiany Peer2Mail, jest Izraelczyk Ran Geva.

## Kwestie prawne
Polskie prawo nie zabrania pobierania już rozpowszechnionych utworów audiowizualnych – zabronione jest jedynie ich nielegalne rozpowszechnianie. Prawo polskie pozwala na udostępnianie plików znajomym (np. pożyczenie płyty bratu) pod warunkiem, że nie są czerpane korzyści materialne z rozpowszechniania plików.
Udostępnianie plików za pomocą P2M to udostępnianie wąskiej grupie osób, które znają hasło do skrzynki pocztowej, tym bardziej że aby dostać się do takiej skrzynki w celu wykrycia nielegalnej treści organy ścigania muszą mieć nakaz prokuratorski, co jeszcze bardziej utrudnia wykrycie i złapanie ściągających/wysyłających.

## Zalety i wady
P2M, jak każda nowa aplikacja, ma swoje wady i zalety – podstawową wadą jest brak wyszukiwarek. Każdy użytkownik jest zdany po części na zasoby swoich znajomych, chociaż należy wspomnieć, iż już powstają strony indeksowe. Z kolei dużą zaletą P2M są wysokie transfery oraz brak problemów, jak przy eDonkey z lokalnymi adresami IP, które klient eDonkey oznacza jako tak zwane „low ID” i redukuje priorytet ściągania. Pobieranie poczty jest najpopularniejszym z protokołów i zazwyczaj ma wysoki priorytet w konfiguracji serwerów.